# Renda Garantida de Ciutadania
La Renda Garantida de Ciutadania és una proposició de llei, sorgida d'una iniciativa legislativa popular amb més de 120.000 signatures recollides, que va ser aprovada el dia 12 de juliol de 2017 en el corresponent ple del Parlament de Catalunya. Quan entri en vigor el dia 15 de setembre de 2017 la proposició proposa una aportació econòmica per a famílies i persones que no disposen dels ingressos per arribar al nivell mínim del que es considera una vida digna, ajudant a fomentar la inclusió laboral i social d'aquestes persones o unitats familiars.
L'impulsor de la iniciativa popular, Diosdado Toledano, comentà:
| «                   | Avui és un dia històric que recordarà el poble de Catalunya | » |
| — Diosdado Toledano |                                                             |   |

## Aplicació
Inicialment, la prestació començarà a funcionar el dia 15 de setembre amb un percentatge del 85% del total previst, és a dir uns 564 euros. El percentatge anirà creixent fins a assolir-ne la implantació total l'any 2020, concretament l'1 d'abril, amb 664 €.

## Beneficiaris de la Renda Garantida de Ciutadania
Podran obtenir la Renda Garantida de Ciutadania totes aquelles persones majors de 23 anys amb dos anys de residència a Catalunya i que hagin esgotat totes les prestacions i no tinguin un patrimoni superior a la primera residència. Tot i així, existeixen algunes compatibilitats amb ajuts socials, com són les prestacions derivades de la llei de dependència, així com les famílies que rebin beques de transport i menjador escolar, les altres ajudes són compatibles i alhora computables.
Una altra exempció que contempla l'acord és per les famílies monoparentals amb contractes a temps parcial que tinguin una renda inferior a l'Indicador de Renda de Suficiència de Catalunya (IRSC). Aquestes famílies podran rebre la prestació fins a arribar a aquest topall.
Les persones que vulguin adquirir la Renda Garantida de Ciutadania hauran de sol·licitar-la a través de les oficines del Servei Públic d'Ocupació de Catalunya. Des del Departament de Treball se’ls traçarà el pla d'inserció laboral i, en cas que sigui necessari, se’ls derivarà cap als serveis socials.